# Association sportive des fonctionnaires de Bobo-Dioulasso
Maillots
Actualités
L'Association Sportive des Fonctionnaires de Bobo-Dioulasso est un club burkinabè de football basé à Bobo-Dioulasso.

## Palmarès
- Championnat du Burkina Faso (3) :
  - Vainqueur : 1961, 1966, 2018

- Coupe du Burkina Faso : (5)
  - Vainqueur : 1986, 1989, 1997, 1998, 2004
  - Finaliste : 1988, 1993, 2001, 2002, 2005, 2015, 2018, 2021

- Supercoupe du Burkina Faso (4)
  - Vainqueur : 1993, 1997, 2001, 2004
  - Finaliste : 2018

## Anciens joueurs
- Bertrand Traoré
- Rahim Ouédraogo
- Ousmane Traoré
- Salif Sanou
- Hyacinthe Koffi
- Tairou Bangré